# Брюкнер, Кристина
Кристина Брюкнер (нем. Christine Brückner, 10 декабря 1921 года, Шмиллингхаузен, Гессен — 21 декабря 1996 года, Кассель) — немецкий писатель. Её псевдонимы: Кристин Дюпон, Кристиан Дюпон, доктор Кристиан Ксадов.

## Биография
Кристина Брюкнер (урожденная Криста Эмде) родилась в Шмиллингхаузене, недалеко от Арользена, в протестантской семье пастора и церковного советника Карла Эмде и его жены Клотильды. Их старшую дочь звали Урсула. В детстве мать читала дочерям произведения нижненемецкого поэта Фрица Рейтера.
В 1934 году дом священника в Шмиллингхаузене был обыскан вспомогательной полицией, но не было обнаружено ничего подозрительного. Однако пастор рано ушел на пенсию. Семья переехала в Кассель и через некоторое время построила дом на Адольфштрассе.
Криста (Кристин Брюкнер) сдала экзамены на аттестат об окончании средней школы в Кассельском лицее для девочек в 1937 году (позднее — Школа Якоба Гримма). В школьные годы начала она интересоваться литературой и написала пьесу для прощального вечера в лицее. Ее отец Карл Эмде умер в 1940 году. Во время авианалета на Кассель 22 октября 1943 года были разрушены дом её родителей и школа. Вместе с матерью она сбежала от бомбежек к своему брату Вильгельму Шульце в Цухов в Померании.
Пережитое в Померании ляжет в будущем в основу её первого романа «Jauche und Levkojen» (Навоз и левкой) из трилогии «Poenichen».
Затем Кристин Брюкнер работала на курорте в Фогельсберге вторым поваром в разбомбленной школе в Вильгельмсхафене и в 1944 году получила аттестат зрелости в Фульде. До конца войны она работала бухгалтером на авиазаводе Siebel в Галле. Эти переживания, горе и утраты оказали влияние на ее дальнейший литературный путь.
В 1944 году она познакомилась в госпитале в Галле с инвалидом войны, промышленным дизайнером Вернером Брюкнером (1920—1977), за которого вышла замуж 28 августа 1948 года, в день рождения Гёте, в деревенской церкви Шмиллингхаузена.
С 1945 по 1946 год она училась на библиотекаря, но никогда не работала в библиотеке.

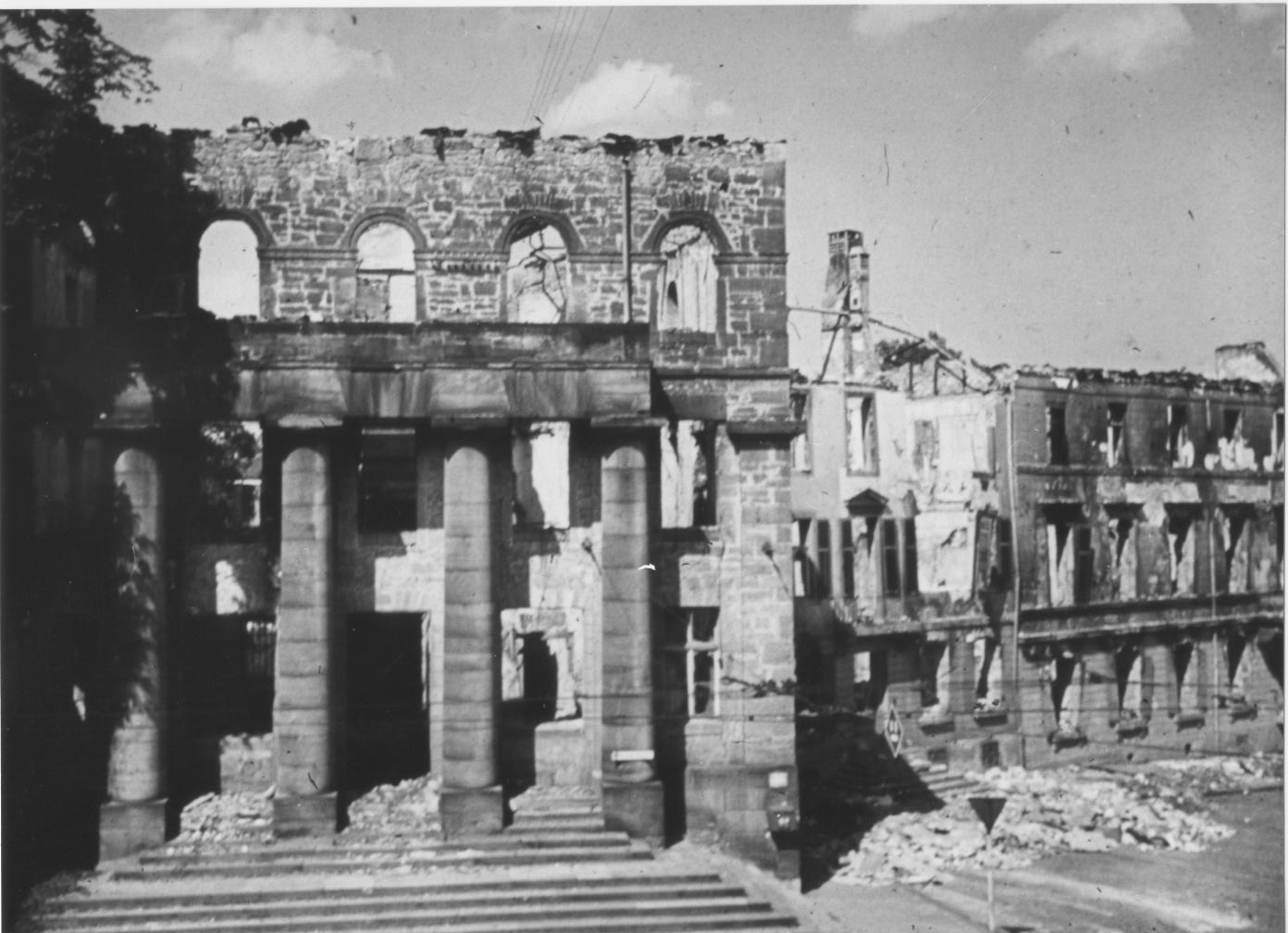
Кассель в 1945 году

С 1947 года Кристин Брюкнер изучала экономику, литературу, историю искусств и психологию в Марбургском университете Филиппа. В 1949 году она побывала во Францию с группой студентов-искусствоведов.
Её писательская карьера началась с анекдота о картине Джованни Беллини «Женщина у окна», которая была опубликована в журнале и привлекла внимание марбургского историка искусства Рихарда Хамана. Во время учебы она была нанята его сыном Рихардом Хаманом-Маклином в качестве научного сотрудника художественного института. После ликвидации должности она продолжала там работать на общественных началах до 1953 года.
Будучи молодой писательницей, она отправляла рассказы Вальтеру Хёллереру и Хансу Бендеру в литературный журнал «Akzente», но они так и не были опубликованы. В это время она читала писателей Уильяма Фолкнера, Томаса Вульфа, Андре Жида, Германа Гессе и Альфреда Дёблина и была особенно впечатлена поздними работами писательницы Рикарды Хух.
В 1951 году Кристина писала в качестве редактора журнала «Frauenwelt» в Нюрнберге. В это время она была представлена кельнскому художнику Хельмуту Лангу.
Брюкнер уволилась с работы, а затем ей сделали операцию на ногах в ортопедической клинике в Марбурге. С 1952 по 1958 год она жила со своим мужем Вернером Брюкнером в Крефельде, а затем в Дюссельдорфе. В 1952 году Кристина впервые поехала в Рим и посетила протестантское кладбище в Риме. В 1955 году пара Брюкнер отправилась в отпуск на остров Эльба со своими друзьями. Кристина Брюкнер на всю жизнь полюбила острова.
В 1953 году она анонимно представила новую рукопись «До следы сдуть» на литературный конкурс, организованный по Bertelsmann Verlag и выиграла его. Среди членов жюри был Ханс Вайгель. Первый роман, опубликованный под псевдонимом Кристин Брюкнер, «Ehe die Tracken», появился в 1954 году и имел большой коммерческий успех. Это позволило Кристине Брюкнер жить как писатель-фрилансер. Кристина Брюкнер использовала призовые деньги для покупки автомобиля и дома в Дюссельдорфе.
В 1954 году молодой успешный писатель Кристина Брюкнер впервые встретилась с писателем Отто Генрихом Кюнером в Бад-Годесберге на конференции «Молодые немецкие авторы» (здесь были Генрих Бёлль и Ильзе Айхингер). Был оживленный обмен письмами, встречались Брюкнер и Кюнер нерегулярно. В 1958 году Кристина Брюкнер впервые посетила Грецию и побывала в Спарте и Патмосе.
Брак Кристины с Вернером был расторгнут по взаимному согласию в 1958 году. Под псевдонимом «Кристин Дюпон» Кристина опубликовала роман «Твоя улыбка Николь» (1959), который восходит к рукописи 1953 года — «искаженной издателем», как говорится в рукописной заметке Кристины Брюкнер. Она опубликовала также несколько рассказов под псевдонимом «Кристиан Дюпон».
В 1959 году в Дюссельдорфе умерла мать Кристины Брюкнер Клотильда.
В 1960 году Кристина Брюкнер навсегда поселилась в Касселе. Сначала она жила со старшей сестрой на Хекерштрассе. В 1961 году она была помощником режиссера Отто Курта в течение двух сезонов в Schauspielhaus Государственного театра Касселя. В 1961 году побывала на Искье, а в 1964 году с германисткой Сигрид Баушингер в течение четырёх месяцев путешествовала по 25 штатам США . Она посетила в Нью-Йорке выставку Винсента Ван Гога в музее Соломона Р. Гуггенхайма, особняк Томаса Манна в Пасифик-Палисейдс и мемориал Хемингуэя на Трейл-Крик-роуд недалеко от Сан-Вэлли (штат Айдахо).
В 1965 году Кристина Брюкнер купила небольшой дом на Ханс-Бёклер-штрассе в Кассельском районе Ауэфельд. В 1967 году она во второй раз вышла замуж за писателя Отто Генриха Кюнера. Официально они обвенчались в деревенской церкви Менгерингхаузена. В Касселе они создали «ассоциацию авторов», написали несколько совместных работ. Как опытный редактор Отто Генрих Кюнер редактировал рукописи своей жены.
21 марта 1972 года в Верхнем Шварцвальде Кристина Брюкнер попала в автомобильную аварию на федеральной трассе 33 и с тех пор не водила машину. В 1975 году Кристина Брюкнер начала успешную трилогию «Poenichen» (первый роман — «Jauche und Levkojen»). За этим последовали романы «Nirgendwo ist Poenichen» (1977) и «The Quints» (1985).
В 1978 году супруги Брюкнер-Кюнер провели отпуск на Хваре и посетили дворец эрудита Петара Гекторовича в стиле ренессанс в Старом Граде.
В 1979 году Кристин Брюкнер была назначена членом Консультативного совета по продвижению современных немецкоязычных писателей издательства Bertelsmann Verlag. Его заседания проводились четыре раза в год.
В 1980 году Кристин Брюкнер была избрана в Немецкий ПЕН-центр (организация, помогающая писателям). С 1980 по 1984 год она была вице-президентом Немецкого ПЕН-центра и выступала в поддержку движения «Писатели в тюрьме».
Кристина Брюкнер познакомилась с бенедиктинским аббатством в монастыре Херстель на Везере в 1984 году. Она жила там две недели по устава монастыря.
В 1984 году Отто Генрих Кюнер тяжело заболел, и перенёс несколько операций.
В 1995 году Отто Генрих Кюнер нуждался в уходе, и Кристина Брюкнер сосредоточилась на этом, в ущерб собственному творчеству.
Почетный гражданин города Кассель Кристина Брюкнер скончалась всего через несколько недель после своего мужа (1995).
Супруги писатели были похоронены вместе на деревенском кладбище в Шмиллингхаузене, недалеко от места рождения Кристины.
Кристина Брюкнер вместе с Отто Генрихом Кюнером в 1984 году основала Фонд Брюкнера-Кюнера, который с 1985 года присуждает Кассельскую литературную премию за гротескный юмор. Сегодня фонд действует как центр комической литературы, передовой поэзии и как место памяти Кристины Брюкнер и О.-Г. Кюнера. В настоящее время в их доме находится Брюкнер-Kühner Фонд и общедоступном литературный музей. Имением управляет немецкий ученый Фридрих В. Блок.
В издательстве Ульштейна вышло 20-томное собрание сочинений. В 2005 году Эва Маттес прочитала «Jauche und Levkojen», а в 2007 году — всю трилогию Poenichen для публикации аудиокниг.

## Награды
- 1954 — 1-е место в конкурсе Бертельсманн
- Значок Гёте 1982 года из земли Гессен
- 1982 — геральдическое кольцо города Касселя
- 1987 — почетный гражданин города Касселя
- Орден за заслуги перед гессенским орденом 1990 года
- 1991 — Федеральный крест за заслуги  1 степени
- 1992 — Мемориальная доска Кристиана Рауха из города Бад-Арользен
- 1996 — Большой крест за заслуги перед Федеративной Республикой Германия